# G. I. Bill

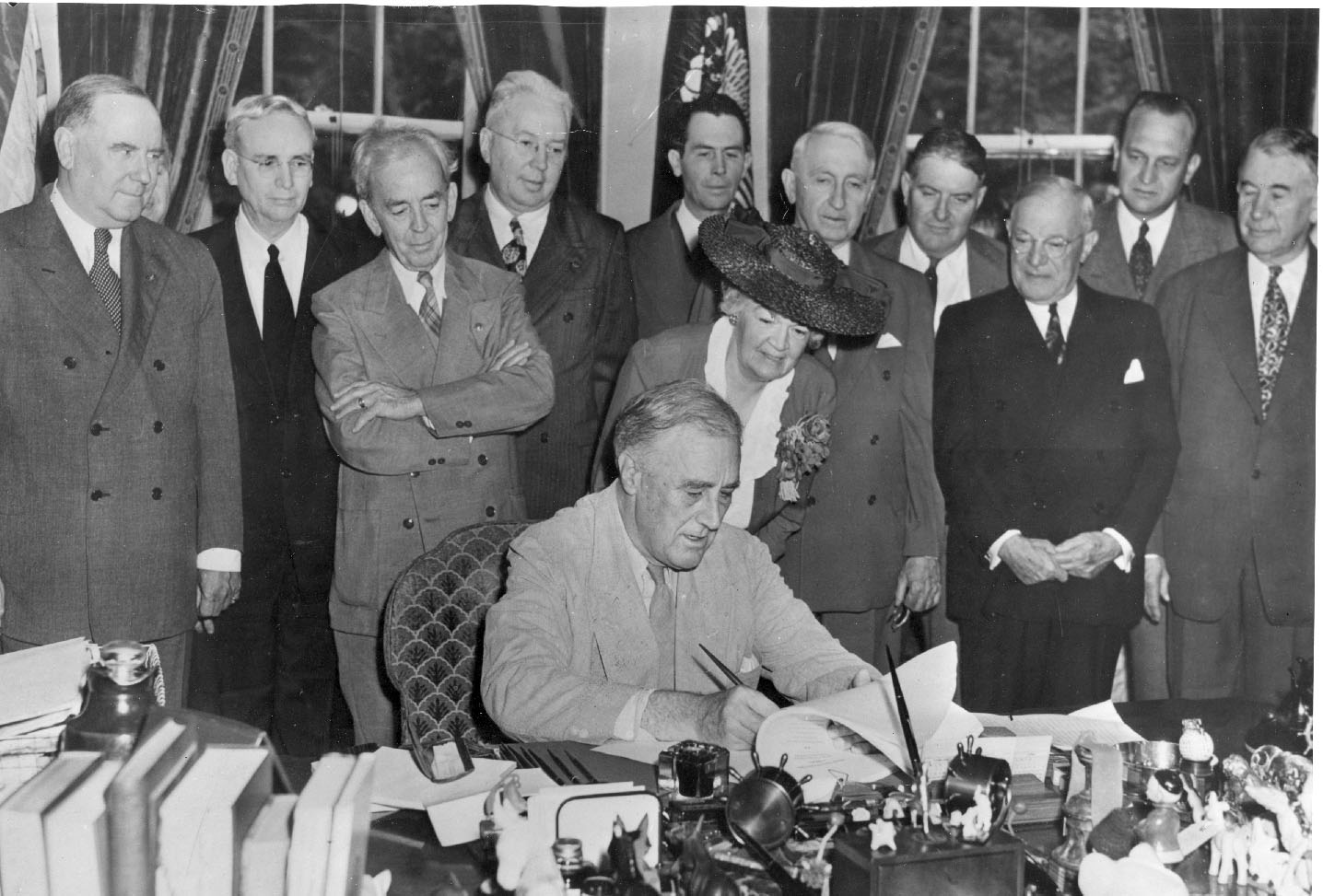
Präsident Roosevelt bei der Unterzeichnung der G.I. Bill am 22. Juni 1944 im Oval Office; hinter ihm eine Reihe Persönlichkeiten aus Politik und Gesellschaft, darunter Paul Cunningham und Edith Nourse Rogers

Die G. I. Bill of Rights, eigentlich Servicemen’s Readjustment Act, ist ein Bundesgesetz der Vereinigten Staaten aus dem Jahr 1944, um den im Zweiten Weltkrieg dienenden US-Soldaten (auch GIs genannt) die Wiedereingliederung in das Berufsleben zu vereinfachen. Nach der Verabschiedung im Kongress setzte es Präsident Franklin D. Roosevelt am 22. Juni 1944 mit seiner Unterschrift in Kraft.
Das Gesetz sah ursprünglich folgende Leistungen vor:
- eine Art Arbeitslosengeld für die Dauer von einem Jahr nach der Entlassung aus dem Wehrdienst
- vergünstigte Kredite für den Start in die Selbständigkeit
- Universitätszugang für jeden Kriegsteilnehmer.

Insbesondere der letzte Punkt war in der damaligen politischen Diskussion sehr umstritten. Nachdem er durchgesetzt war, begann in den USA die Entwicklung zur Massenuniversität heutiger Prägung, einige Universitäten verdreifachten ihre Studentenzahlen von 1945 bis 1948. Die Regelung erlaubte auch Kriegsteilnehmern aus solchen Bevölkerungsschichten ein Studium, die bisher kaum Zugang zu universitärer Bildung gehabt hatten, etwa ethnischen Minderheiten. Sie hatte damit einen tiefgreifenden, zum Teil bis heute sichtbaren Einfluss auf die amerikanische Bevölkerungsstruktur.
In den Jahren 1945 bis 1949 erhielten über neun Millionen Weltkriegs-Veteranen Leistungen nach diesem Gesetz, darunter über vier Milliarden US-Dollar Unterstützung bei Arbeitslosigkeit. Für insgesamt etwa zehn Millionen Personen wurden bis 1956 Bildungsbeihilfen und bis 1962 Kredite in Höhe von über 50 Milliarden US-Dollar ausgezahlt. Das Gesetz wurde später auch auf die Veteranen des Koreakriegs angewendet und 1966 mit dem Readjustment Benefits Act auf alle Soldaten der Streitkräfte der Vereinigten Staaten ausgeweitet, auch solche, die in Friedenszeiten dienten. Das Gesetz ist in den folgenden Jahrzehnten weiter ausgebaut worden.

## Belege
1. ↑  Eric Foner, John A. Garraty: G.I. Bill – World War II. Auszug aus The Reader’s Companion to American History, 1991, in: History.com (englisch).